# Humbertioturraea rhamnifolia
Humbertioturraea rhamnifolia là một loài thực vật có hoa trong họ Meliaceae. Loài này được (Baker) Cheek mô tả khoa học đầu tiên năm 1989.